# Actulegales.fr
ActuLegales.fr est un site web restituant l'ensemble des annonces légales sur la vie des entreprises françaises parues dans la presse habilitée depuis 2010.

## Cadre législatif
Afin d’accroître la transparence de la vie économique, depuis le 1er janvier 2013, toute annonce légale doit être mise en ligne sur une base de données centrale.

## Éditeur
Le site est édité par Association de la presse pour la transparence économique (APTE), organisme représentatif des principaux journaux habilités à publier des annonces légales en France :
- Syndicat national de la presse judiciaire (SNPJ)
- Syndicat de la presse quotidienne régionale (SPQR)
- Syndicat national de la presse agricole et rurale (SNPAR)
- Syndicat de la presse quotidienne départementale (SPQD)
- Syndicat de la presse quotidienne nationale (SPQN)
- Syndicat de la presse hebdomadaire régionale (SPHR)

L'APTE est sous tutelle du Ministère de la Justice et du Ministère de la Culture.